# Jean-Michel Ménard
Jean-Michel Ménard (ur. 19 stycznia 1976 w Amos) – kanadyjski curler, pierwszy frankofoński mistrz Kanady.
Ménard mieszka w Gatineau, jest zawodnikiem 2 klubów z pobliskiej Ottawy – Ottawa Curling Club i Rideau Curling Club, startując w mistrzostwach kraju reprezentuje jednak Club de Curling Victoria z Quebecu. Łącznie wystąpił na 6 mistrzostwach Kanady.
W 1991 zespół Ménarda zdobył brązowy medal na Młodzieżowych Igrzyskach Quebecu. W latach 1991–1994 zajmował 2. miejsce na prowincjonalnych mistrzostwach juniorów. Pierwsze mistrzostwo wywalczył w 1996, na zawodach krajowych jego zespół z bilansem 5 wygranych i 7 porażek został sklasyfikowany na 9. miejscu. W następnym roku wystąpił bez sukcesów w rywalizacji mężczyzn. Po rocznej przerwie na tych zawodach jego drużyna uplasowała się na 4. pozycji, w kolejnym występie powtórzyła wcześniejszy wynik.
Zespół Ménarda zdobył także dwukrotnie tytuł mistrzów prowincji mikstów w latach 1999 i 2000. Mistrzostwa Kanady odbywały się w następnym roku i w 2000 reprezentacja Quebecu po Round Robin zajmowała wraz z czterema innymi drużynami 4. miejsce. O wejście do fazy playoff Ménard przegrał z drużyną z Ontario 5:6 i ostatecznie został sklasyfikowany na 7. pozycji. Podczas kolejnych zawodów zespół  Ménarda w fazie grupowej wygrał 7 z 11 meczów i zajął 1. miejsce. W wyższym meczu Page playoff pokonał Wyspę Księcia Edwarda 7:3. W finale Quebec zwyciężył nad Nową Szkocją 5:4, było to pierwsze mistrzostwo tej prowincji w mistrzostwach Kanady mikstów rozgrywanych od 1964.
W 2003 Jean-Michel Ménard dołączył do zespołu Guya Hemmingsa, grał wówczas na pozycji drugiego. Drużyna ta wygrała prowincjonalne rozgrywki i wystąpiła na Mistrzostwach Kanady 2003 zajmując 6. miejsce. Kolejny tytuł mistrza Quebecu już jako kapitan drużyny Ménard zdobył dwa lata później. Podczas Tim Hortons Brier  2005 uplasował się na 4. pozycji po porażce 4:6 z Nową Szkocją (Shawn Adams) w meczu 3/4 playoff. W 2006 ponownie wystąpił na mistrzostwach Kanady, po Round Robin zespół Ménarda zajmował 2. miejsce. W wyższym meczu Page playoff Quebec przegrał z drużyną Ontario (Glenn Howard) 6:9. Spotkanie półfinałowe z Nową Szkocją (Mark Dacey) zakończyło się wynikiem 7:6 dla Quebecu. W finale ponownie zespół Ménarda spotkał się z Ontario, przywilej ostatniego kamienia w pierwszym endzie posiadał Howard jednak jeden kamień zdobył Ménard, w drugim endzie sytuacja powtórzyła się z tymże przejęto 3 punkty. Wypracowana przewaga wystarczyła do wygrania meczu wynikiem 8:7. Zespół Ménarda został pierwszym francuskojęzycznym mistrzem Kanady w curlingu i drugim zespołem z Quebecu sięgającym po ten tytuł (w 1977 zdobył go Jim Ursel).
Na swoich pierwszych mistrzostwach świata Ménard w fazie grupowej wygrał 8 z 11 spotkań co dawało mu 2. miejsce. W meczu fazy playoff Kanada łatwo pokonała Szkocję (David Murdoch) 8:2, w finale ponownie doszło do spotkań tych zespołów, w ostatnim meczu imprezy wynikiem 7:4 wygrała Szkocja, Kanada zdobyła srebrny medal.
Niespodziewanie rok później zespół Ménarda przegrał w finale rywalizacji na poziomie prowincji z Pierre’em Charettem. Kolejny występ Ménard wygrał a mistrzostwa Kanady 2008 zakończył na 7. pozycji z bilansem 4-7. W 2009 także zakwalifikował się do Tim Hortons Brier, fazę grupową zakończył razem z Manitobą na 4. miejscu, o wejściu do rudny finałowej decydował tie-breaker przegrany przez Quebec 3:6. Ostatecznie Ménard zajął 5. lokatę.
Zespół Ménarda zakwalifikował się do wstępnego turnieju wyłaniającego reprezentację Kanady na Igrzyska Olimpijskie 2010. Nie przedostał się do dalszej rywalizacji, w ostatnim swoim meczu przegrał z Wayne’em Middaughem 7:8. Wcześniej wyeliminował jednak złotego medalistę olimpijskiego z Turynu Brada Gushue 7:5.
W 2010 nie udało mu się obronić tytułu mistrzowskiego w Quebecu, zajął 3. miejsce. W następnych dwóch występach również dochodził do fazy finałowej, w 2011 zajął 2. a rok później 3. miejsce. Turniej prowincjonalny wygrał ponownie w 2013, na Tim Hortons Brier curlerzy z Quebecu wygrali 6 z 11 meczów i zostali sklasyfikowani na 6. miejscu.
Z zawodu Ménard jest doradcą do spraw zarządzania zasobami ludzkimi, jest mężem curlerki Annie Lemay.

## Wielki Szlem
| Turniej                | 2004/2005 | 2006/2007 | 2008/2009 | 2009/2010 | 2011/2012 | 2012/2013 |
| ---------------------- | --------- | --------- | --------- | --------- | --------- | --------- |
| Canadian Open          | QF        | A         | A         | x         | QF        | x         |
| Masters                | A         | x         | A         | A         | A         | x         |
| The National           | A         | A         | x         | A         | A         | A         |
| Players’ Championships | A         | A         | A         | A         | A         | A         |

| A  | = nie uczestniczył                         |
| x  | = nie zakwalifikował się do fazy finałowej |
| QF | = ćwierćfinał                              |
| SF | = półfinał                                 |
| F  | = finał                                    |
| W  | = zwycięstwo                               |

## Drużyna
Zestawienie drużyn, w których zawodnikiem był Jean-Michel Ménard.
|           | Czwarty            | Trzeci             | Drugi              | Otwierający     |
| --------- | ------------------ | ------------------ | ------------------ | --------------- |
| 2011/2015 | Jean-Michel Ménard | Martin Crête       | Éric Sylvain       | Philippe Ménard |
| 2007/2011 | Jean-Michel Ménard | Martin Crête       | Éric Sylvain       | Jean Gagnon     |
| 2003/2007 | Jean-Michel Ménard | François Roberge   | Éric Sylvain       | Maxime Elmaleh  |
| 2002/2003 | Guy Hemmings       | Don Westphal       | Jean-Michel Ménard | Dale Nes        |
| 1999/2000 | Jean-Michel Ménard | Marco Berthelot    | Nicolas Ménard     | Jonathan Hubert |
| 1998/1999 | Jean-Pierre Venne  | Jean-Michel Ménard | Benoit Cyr         | Jonathan Hubert |
| 1996      | Jean-Michel Ménard | Nicholas Ménard    | Ian Belleau        | Simon Collin    |

Drużyny mikstowe
|           | Czwarty/-a         | Trzeci/-a          | Drugi/-a        | Otwierający/-a   |
| --------- | ------------------ | ------------------ | --------------- | ---------------- |
| 2001/2002 | Jean-Michel Ménard | Jessica Marchand   | Marco Berthelot | Joëlle Sabourin  |
| 2000/2001 | Jean-Michel Ménard | Stéphanie Marchand | Marco Berthelot | Jessica Marchand |

## CTRS
Pozycje drużyn Jean-Michela Ménarda w rankingu CTRS:
- 2013/2014: 11.
- 2012/2013: 12.
- 2011/2012: 14.
- 2010/2011: 13.
- 2009/2010: 12.
- 2008/2009: 11.
- 2007/2008: 17.
- 2006/2007: 21.
- 2005/2006: 9.